# The Beatles Box
The Beatles Box è una compilation dei Beatles pubblicata il 3 novembre 1980 dalla World Records, una sussidiaria della EMI che si occupa di ordini postali.
Questa fu l'ultima raccolta dei Beatles pubblicata quando John Lennon era ancora in vita.

## Tracce

### Disco 1

#### Lato 1
1. Love Me Do (registrazione da singolo con Ringo Starr alla batteria)[1]
2. P.S. I Love You
3. I Saw Her Standing There
4. Please Please Me
5. Misery
6. Do You Want to Know a Secret
7. A Taste of Honey
8. Twist and Shout

#### Lato 2
1. From Me to You
2. Thank You Girl (mono)
3. She Loves You
4. It Won't Be Long
5. Please Mr. Postman
6. All My Loving (introduzione con il charleston)
7. Roll Over Beethoven
8. Money

### Disco 2

#### Lato 1
1. I Want to Hold Your Hand
2. This Boy
3. Can't Buy Me Love
4. You Can't Do That
5. A Hard Day's Night
6. I Should Have Known Better
7. If I Fell
8. And I Love Her (dal disco U.S. Rarities)[1]

#### Lato 2
1. Things We Said Today
2. I'll Be Back
3. Long Tall Sally
4. I Call Your Name
5. Matchbox
6. Slow Down
7. She's a Woman (stereo)
8. I Feel Fine (versione sussurrata)[1]

### Disco 3

#### Lato 1
1. Eight Days a Week
2. No Reply
3. I'm a Loser
4. I'll Follow the Sun
5. Mr. Moonlight
6. Every Little Thing
7. I Don't Want to Spoil the Party
8. Kansas City/Hey! Hey! Hey! Hey!

#### Lato 2
1. Ticket to Ride
2. I'm Down
3. Help! (mono)
4. The Night Before
5. You've Got to Hide Your Love Away
6. I Need You
7. Another Girl
8. You're Going to Lose That Girl

### Disco 4

#### Lato 1
1. Yesterday
2. Act Naturally
3. Tell Me What You See
4. It's Only Love
5. You Like Me Too Much
6. I've Just Seen a Face
7. Day Tripper (mix di Yesterday and Today)
8. We Can Work It Out

#### Lato 2
1. Michelle
2. Drive My Car
3. Norwegian Wood (This Bird Has Flown)
4. You Won't See Me
5. Nowhere Man
6. Girl
7. I'm Looking Through You
8. In My Life

### Disco 5

#### Lato 1
1. Paperback Writer (stereo, mix di A Collection Of Beatles Oldies)[1]
2. Rain
3. Here, There and Everywhere
4. Taxman
5. I'm Only Sleeping
6. Good Day Sunshine
7. Yellow Submarine

#### Lato 2
1. Eleanor Rigby
2. And Your Bird Can Sing  (Stereo)
3. For No One
4. Dr. Robert
5. Got to Get You into My Life
6. Penny Lane (da U.S. Rarities)[1]
7. Strawberry Fields Forever

### Disco 6

#### Lato 1
1. Sgt. Pepper's Lonely Hearts Club Band
2. With a Little Help from My Friends
3. Lucy in the Sky with Diamonds
4. Fixing a Hole
5. She's Leaving Home
6. Being for the Benefit of Mr. Kite!
7. A Day in the Life (da "The Beatles 1967-1970")

#### Lato 2
1. When I'm Sixty-Four
2. Lovely Rita
3. All You Need Is Love
4. Baby You're a Rich Man (stereo)
5. Magical Mystery Tour
6. Your Mother Should Know
7. The Fool on the Hill
8. I Am the Walrus (U.S. Rarities)[1]

### Disco 7

#### Lato 1
1. Hello Goodbye
2. Lady Madonna
3. Hey Jude
4. Revolution
5. Back in the U.S.S.R.
6. Ob-La-Di, Ob-La-Da
7. While My Guitar Gently Weeps

#### Lato 2
1. The Continuing Story of Bungalow Bill (senza l'introduzione di chitarra acustica in stile spagnolo)
2. Happiness Is a Warm Gun
3. Martha My Dear
4. I'm So Tired
5. Piggies
6. Don't Pass Me By
7. Julia
8. All Together Now

### Disco 8

#### Lato 1
1. Get Back (versione da disco)
2. Don't Let Me Down
3. The Ballad of John and Yoko
4. Across the Universe
5. For You Blue
6. Two of Us
7. The Long and Winding Road
8. Let It Be (versione da album)

#### Lato 2
1. Come Together
2. Something
3. Maxwell's Silver Hammer
4. Octopus's Garden
5. Here Comes the Sun
6. Because
7. Golden Slumbers
8. Carry That Weight
9. The End
10. Her Majesty